# Platja d'A Frouxeira
La platja d'A Frouxeira és una platja del municipi gallec de Valdoviño, a la província de la Corunya. Compta amb la distinció de Bandera blava, encara que el bany pot ser perillós perquè es troba en mar obert.
La platja separa del mar la llacuna d'A Frouxeira, espai ecològic protegit que és refugi d'aus. És una zona verge de sorra fina i blanca amb una longitud de més de 3 km des de Valdoviño a Meirás.
Un passeig marítim recorre part de la platja a l'entorn de la localitat de Valdoviño. En aquesta zona es troben el castro d'A Frouxeira i l'illa d'A Percebelleira. A l'entorn de la parròquia de Meirás hi ha un far sobre un penyal rocós apreciat per pescadors i mariscadors.

## Galeria d'imatges

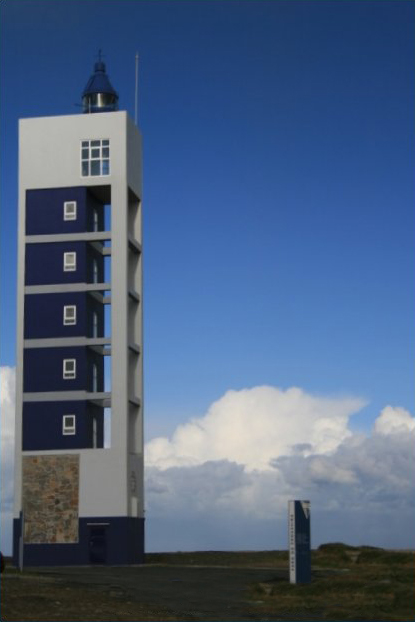
Far de Meirás
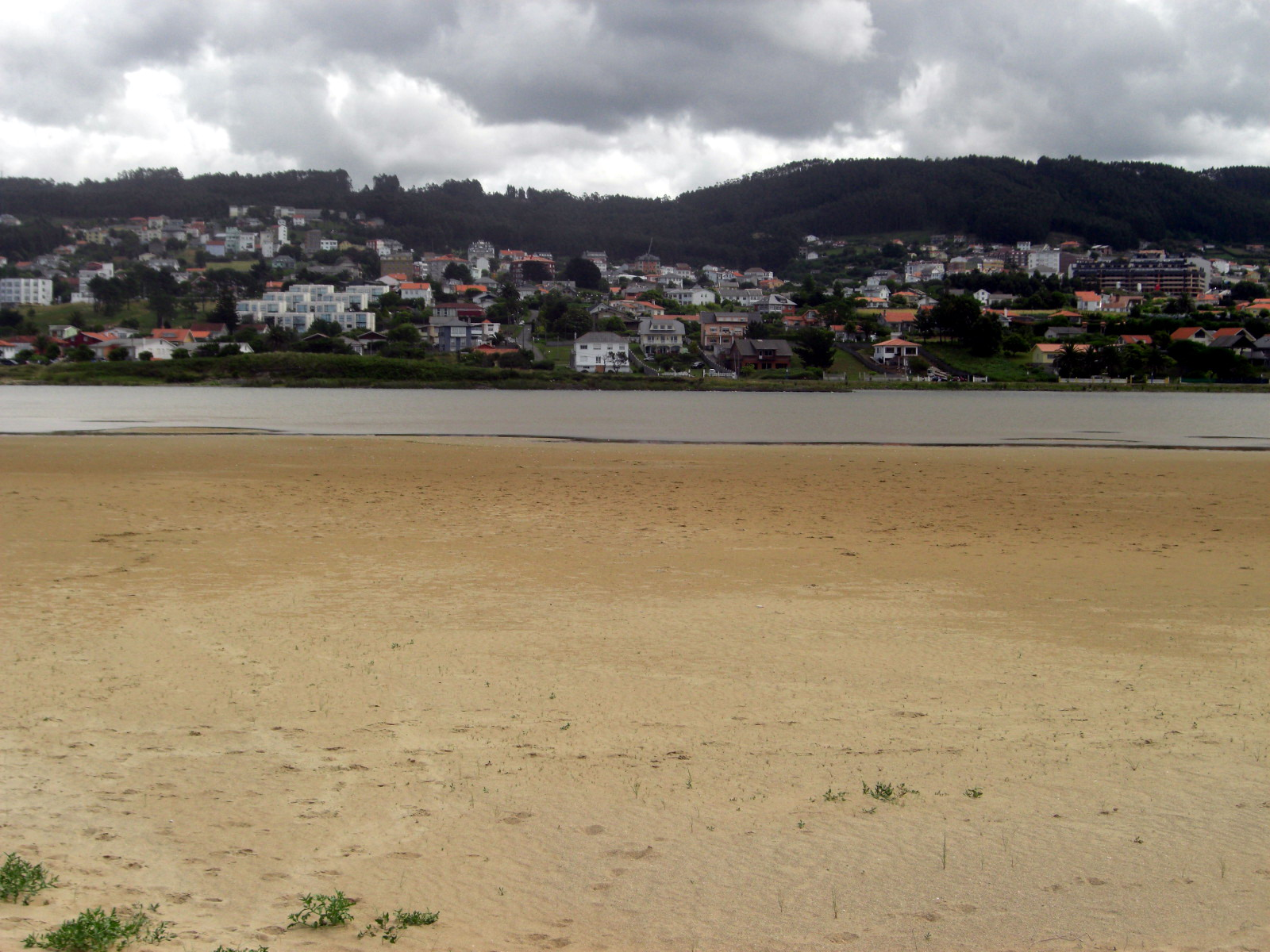
Llacuna d'A Frouxeira
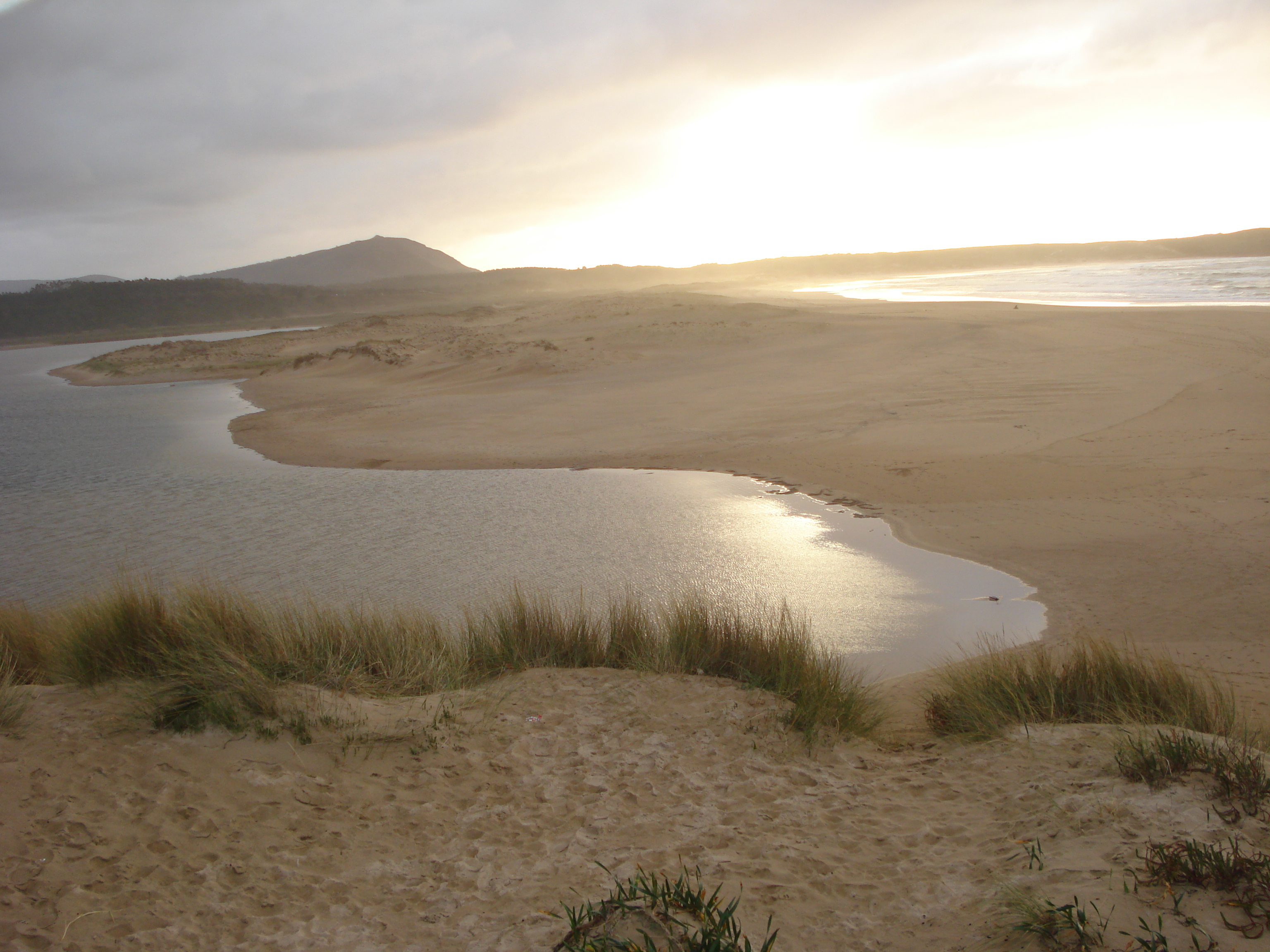
Llacuna i platja